# سيسامول
السيسامول Sesamol مركب عضوي طبيعي يتواجد في زيت السمسم , هذا المركب مشتق من الفينول.

## الخواص الفيزيائية
هذا المركب لونه أبيض صلب يذوب في الماء وغير قابل للآمتزاج في الزيوت الأخرى

## التحضير
يمكن تحضير هذا المركب باستخدام مركب البيبرونال.

## الأستخدامات
يستخدم هذا المركب في تحضير بعض أدوية الآكتئاب مثل الباروكسيتين ويستخدم أيضاً في الطب البديل